# 杂多雪灵芝
杂多雪灵芝（学名：Arenaria zadoiensis）为石竹科无心菜属的植物，为中国的特有植物。分布在中国大陆的青海等地，生长于海拔4,400米的地区，一般生长在石崖下，目前尚未由人工引种栽培。